# Castillo de Nodar

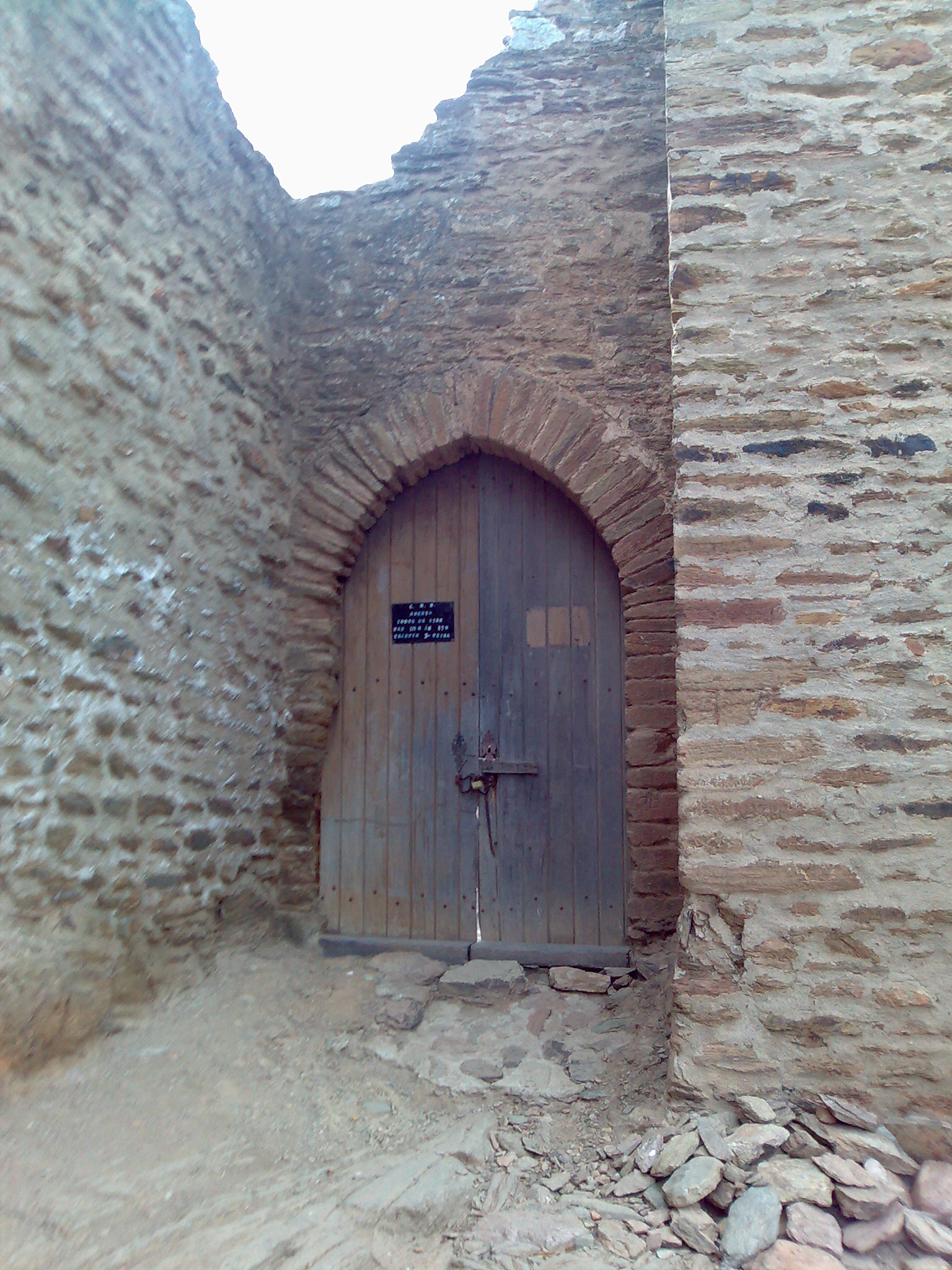
Puerta del castillo de Nodar.

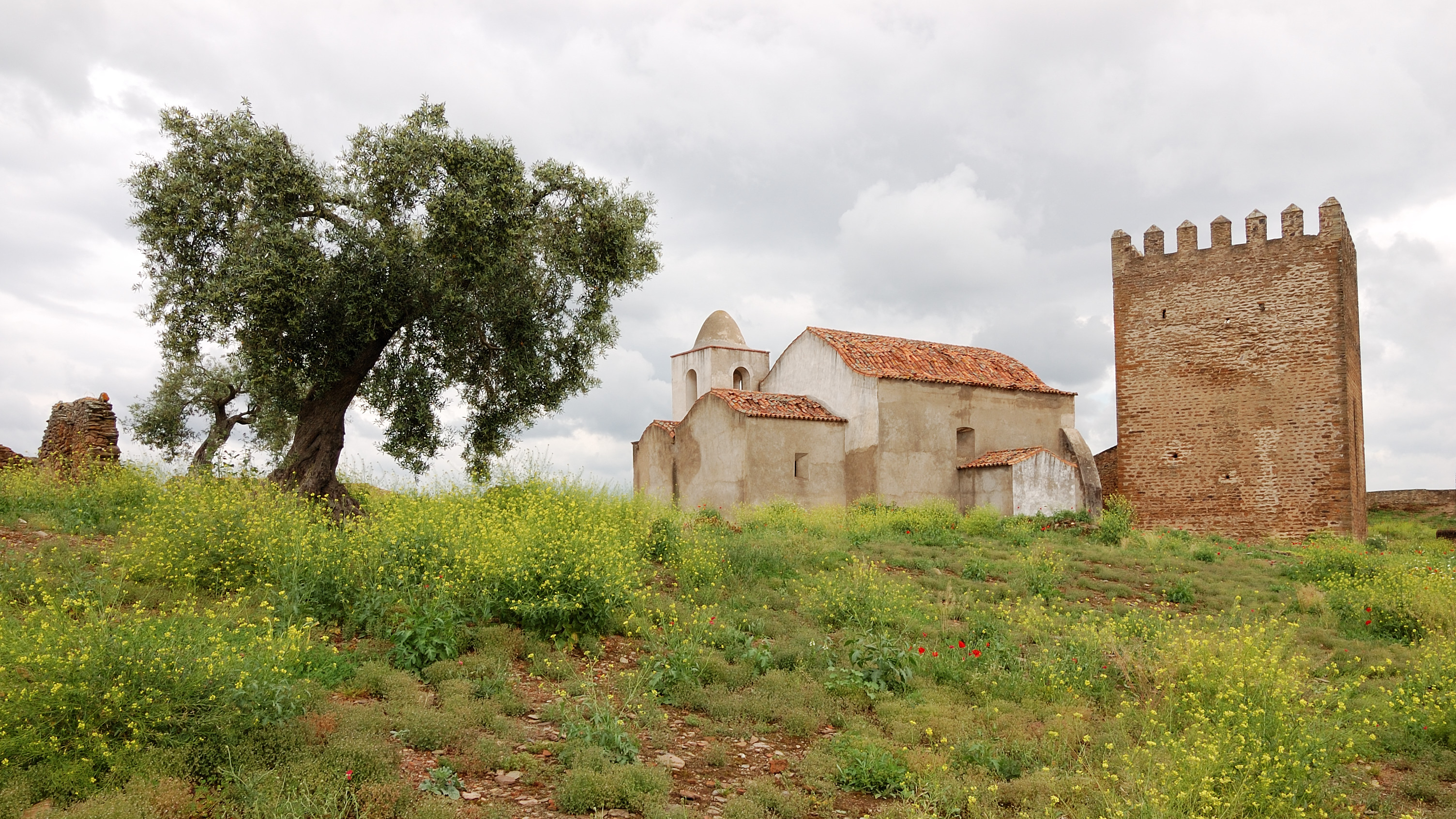
Castillo de Nodar: torre e iglesia.

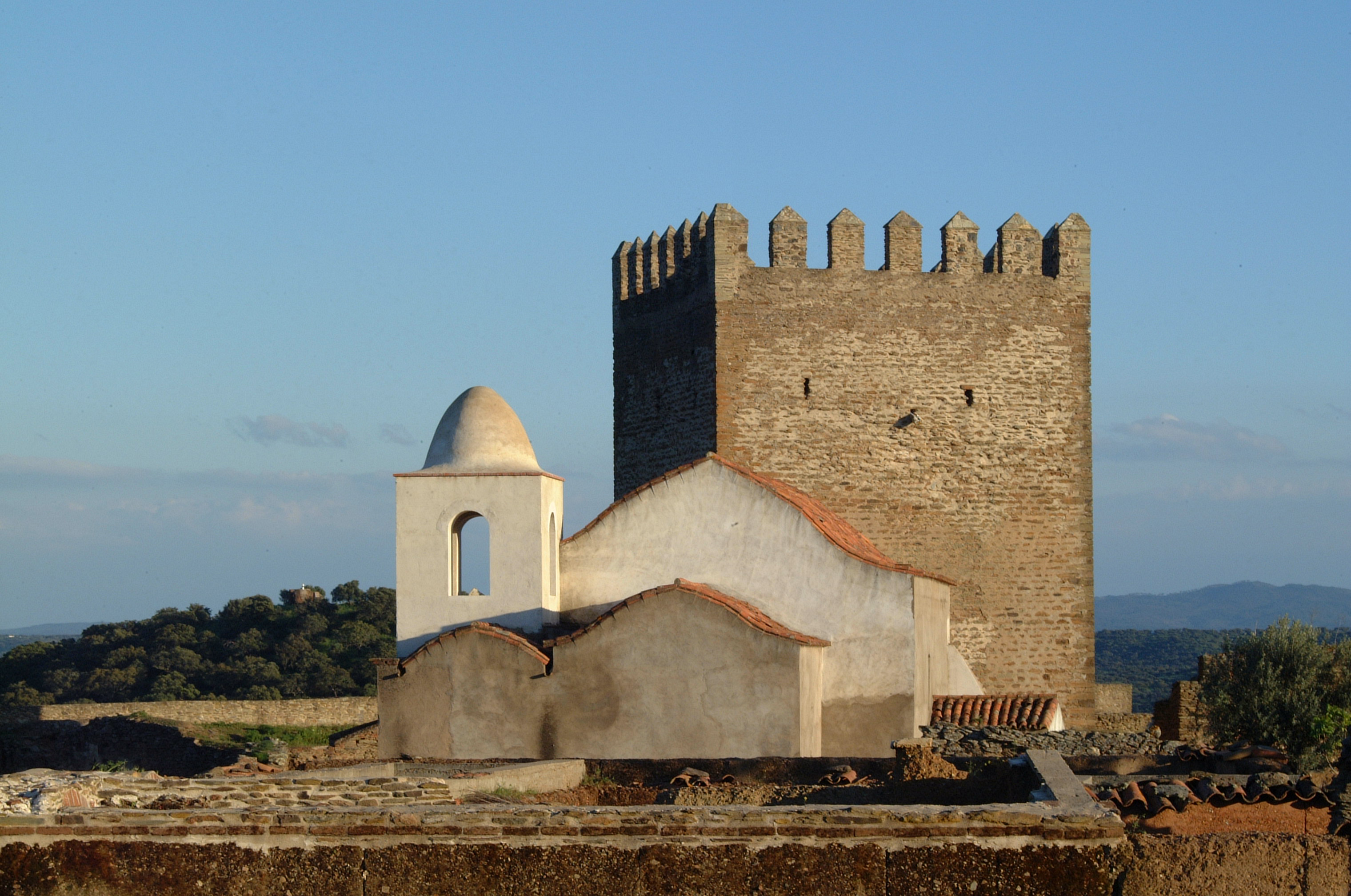
Castillo de Nodar visto desde arriba.

El castillo de Nodar (en portugués, castelo do Noudar), en el Alentejo, se encuentra en el antiguo pueblo del mismo nombre, parroquia y municipio de Barrancos, distrito de Beja, en Portugal.
Centinela de  la raya con España, se levanta aislada en una elevación empinada dominando la llanura circundante y el arroyo de Múrtega y Ardila, en la margen derecha del río Guadiana. Fue testigo, junto con los castillos de Alandroal, Moura, Serpa y Veiros, de la acción de la Orden de Avís en la región.

## Historia
El asentamiento, a veces llamado Nodar o Noudall, fue fundado en 1167, pero tomado de los moros por Gonçalo Mendes da Maia. Las excavaciones arqueológicas revelaron vestigios de ocupación humana en el lugar desde el calcolítico, que incluían la alcazaba y los espacios septentrionales. El área entre la torre del homenaje y las zonas residenciales no fueron ocupadas durante el período moro de ocupación islámica.
El 6 de diciembre de 1253, el rey D. Alfonso X de Castilla (el Sabio) concedió forales (cartas) a Nodar, Aroche, Aracena, Moura y Serpa. Finalmente donaría todas estas tierras a su hija  Beatriz, con la que se había casado con el derrotado rey  Alfonso III después de su invasión de Portugal. El contrato de matrimonio, ligaba el territorio a Portugal, y las tierras serían devueltas a sus herederos. Durante la batalla de D. Afonso X con su sucesor, el príncipe D. Sancho, D. Beatriz puso las tierras y fuerzas a disposición de los ejércitos de su padre, pero fueron finalmente derrotados por los partisanos leales al Infante.
Tras el tratado de paz de 1295 entre el rey  D. Dinis y el rey  don Fernando IV (heredero de D. Sancho), Nodar volvió a la corona de Portugal. Rápidamente, el 16 de diciembre de 1295, Dionisio firmó un nuevo foral para Nodar, pero finalmente donaría las tierras a la Orden de Avís (el 25 de noviembre de 1307), esto tras su determinación de que las monjas y el maestro D. Lourenço Afonso promovieran el asentamiento de la región con la construcción de un castillo, un muro y una fortaleza. Para promover aún más el asentamiento a lo largo de la frontera, el 16 de enero de 1308, el rey Dionisio eximió de deudas a las residencias de la ciudad, concedió gracias a los Maestros de Avís (por su ayuda a la agricultura y por su apoyo a los vasallos en los cuatro años anteriores), y les quitó las cosechas de las encomiendas de su orden, e instituyó un couto con protección real para los cinco años siguientes. Una piedra de inscripción fue originalmente colocada en el torreón de la torre (hoy desaparecido, pero al que se refirió Gustavo de Matos Sequeira) señalaba que D. Lourenço Afonso, maestro de la Orden de Avis, fue ordenado por D. Dinis para fundar el castillo y la ciudad de Nodar.
Entre el 3 de marzo de 1307 y el 11 de abril de 1311, D. Aires Afonso ocupó el cargo de Comendador de la Orden de Avís y promovió las obras del castillo (a partir de una inscripción situada hoy en la sala municipal de Barrancos. El 26 de abril de 1319, en una carta de D. Dinis a D. Gil Martins, maestre de la Orden, el Rey anuló sus deudas por la construcción de los castillos de Nodar, Veiros y Alandroal. En 1322, el Rey donó el castillo al entonces maestro D. Vasco Afonso, signeurial majorat de la ciudad, además de los alquileres de tierras de las posesiones de las iglesias de Serpa, Moura y Mourão, con el fin de facilitar la construcción del castillo.
En 1339, D. Diego Fernández, noble castellano de la Orden de Santiago rodeó el castillo.
En el transcurso del matrimonio entre D. Fernando y D. Leonor Teles, en 1372, el castillo fue devuelto a Portugal. Sin embargo, esto sólo duró hasta 1385, cuando volvió a la posesión de Castilla. Tras la paz del Tratado de Monção (en 1386), las tierras y castillos de Nodar, Mértola, Castelo Mendo y Castelo Melhor fueron intercambiados por Olivenza y  Tuy.
En 1406, el rey D. John, con el objetivo de reforzar el asentamiento fronterizo, renovó el coute del sitio.
En el Libro de las Fortalezas de Duarte d'Armas el castillo incluye una barbacana irregular, adosada y parcialmente integrada en el sureste a la muralla del pueblo, estaba parcialmente arruinada e incluía torres rectangulares con merlones igualmente dañados y parcialmente arruinados. La barbacana tenía una doble línea de muros en el noreste y dos torres rectangulares en el suroeste, cubiertas de azulejos e integradas simultáneamente al castillo formando un trapezoide, dos ménsulas semicilíndricas en el sureste, una torre cuadrada en la esquina este y otra en el norte, también en ruinas. En el noroeste, la torre del homenaje, rectangular y abovedada, incluía un aljibe, iluminado por saeteras y merlones piramidales. Junto a la torre se encuentra una doble entrada a la plaza militar, patio central, longitudinal con dos aljibes y varias dependencias que componían la alcazaba.
En el siglo XVI, la iglesia parroquial, a la invocación de Nossa Senhora de Entre Ambas as Águas, evocando su posición entre el barranco de Murtéga y el río Ardila que abrazaba el este y el oeste del pueblo.
En una carta enviada al rey  D. Manuel por Manuel Velho, el 20 de febrero de 1510, supervisor de las obras de los Castillos de Portel, Moura y Mourão, se hacía referencia al Castillo de Nodar. Esto dio lugar a un nuevo foral emitido el 17 de octubre de 1513, por el Rey D. Manuel.
El Livro das Terras das Ordes - Povoação de entre Tejo e Guadiana (1532), se refería a la comandancia de la aldea, que era el mayorazgo del Avís y el marqués de Torres Novas, el alcalde Luís Dantas. Las tierras de Nodar fueron identificadas como una parroquia, con un circo que incluía seis residentes. En las cercanías del pueblo se encontraba el pueblo de Barrancos con 73 habitantes, de los cuales había nueve viudas, dos clérigos y el resto "castellanos".
El 29 de noviembre de 1557, el clérigo mayor de la parroquia, el licenciado Bartolomeu Rodrigues, se presentó en la parroquia, convirtiéndose así en el prior más antiguo documentado en la parroquia.
En 1577, el mando de Nodar y Barrancos estaba bajo el dominio de D. Jorge, duque de Aveiro. Sin embargo, el 17 de abril de 1590, estos privilegios fueron transferidos a la Casa de Linhares.

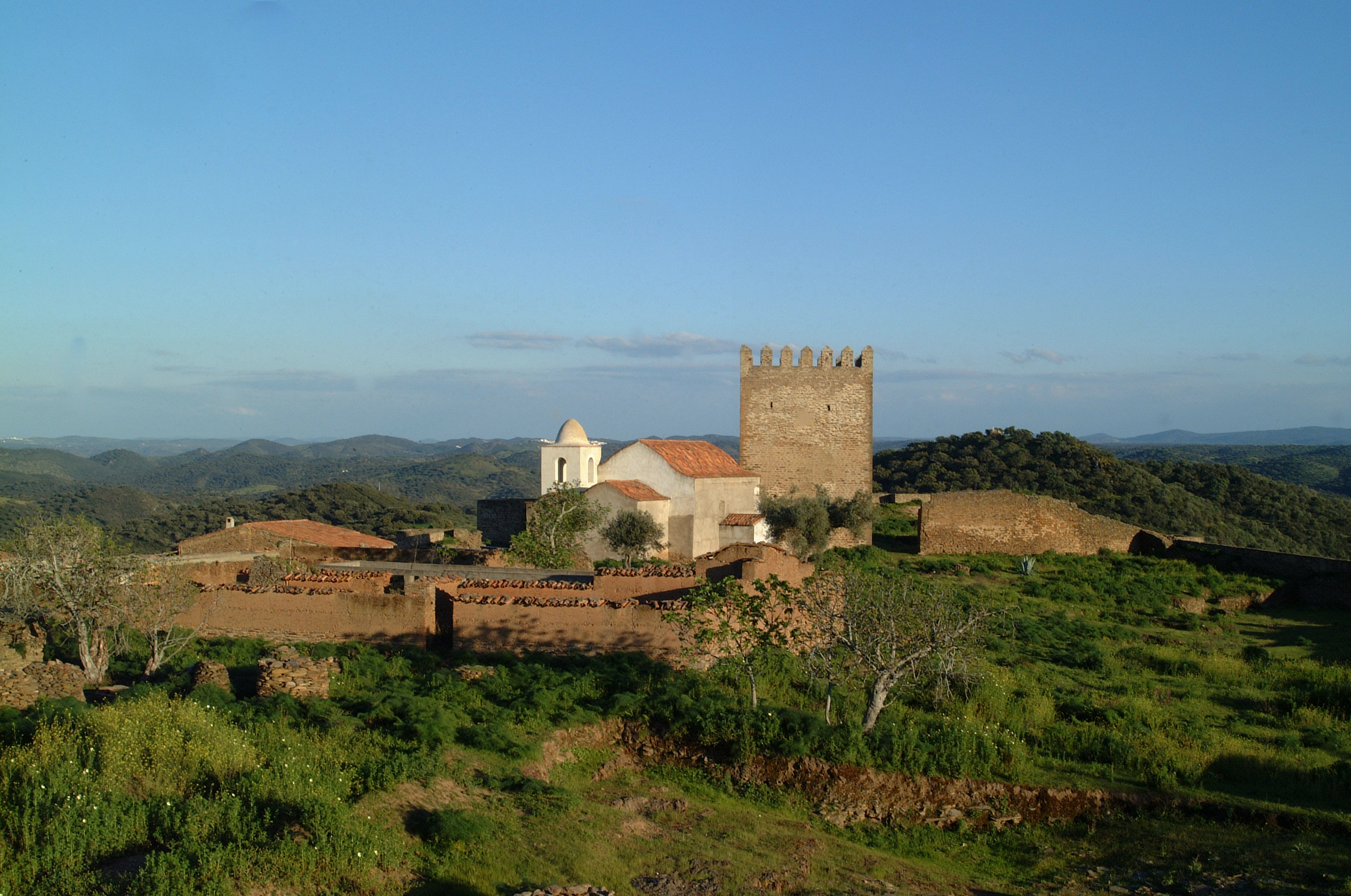
La capilla y la torre mantienen la silueta en el sitio, con las paredes de la fortificación

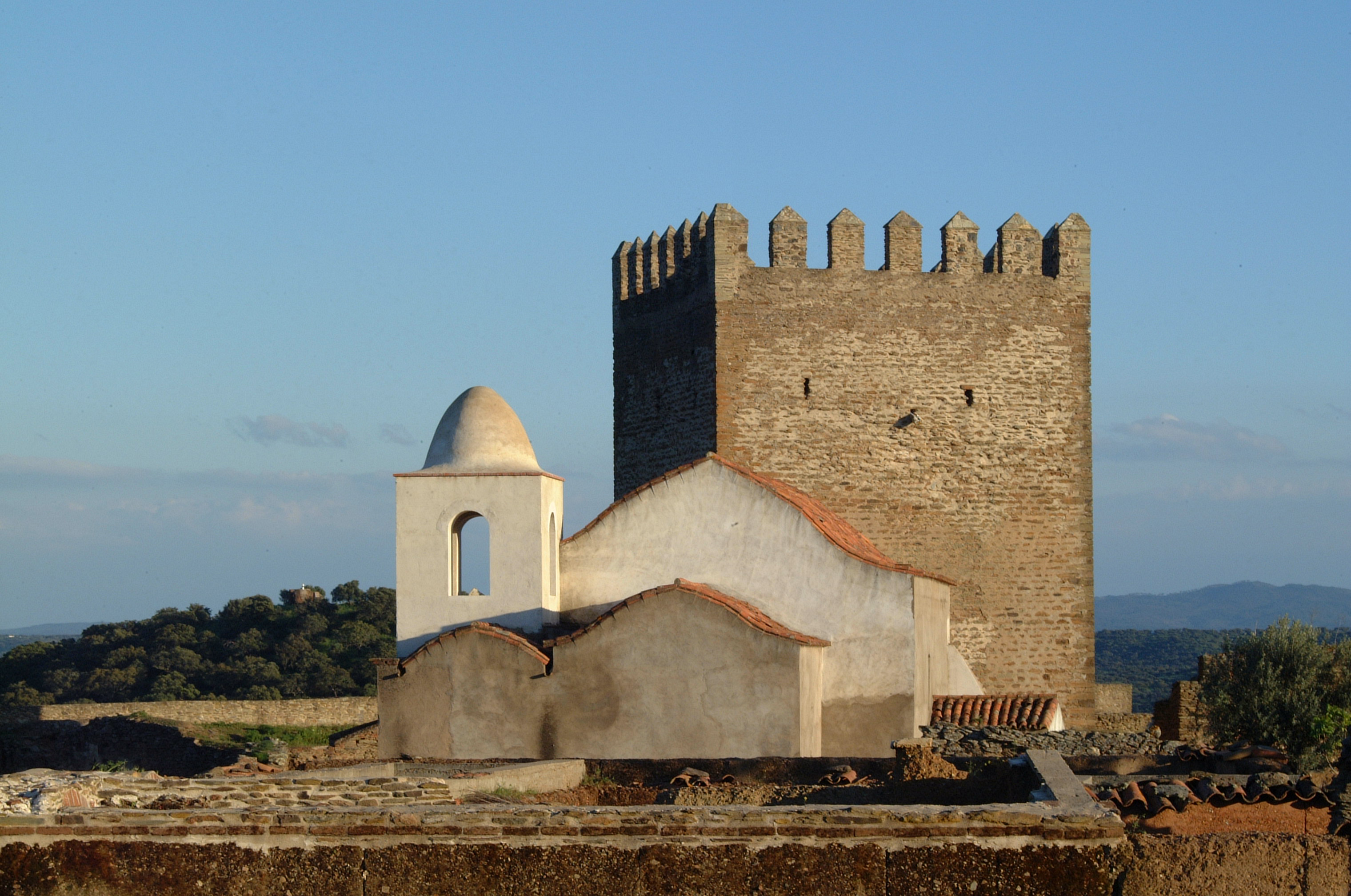
Comparación del tamaño de la capilla y de la torre del homenaje

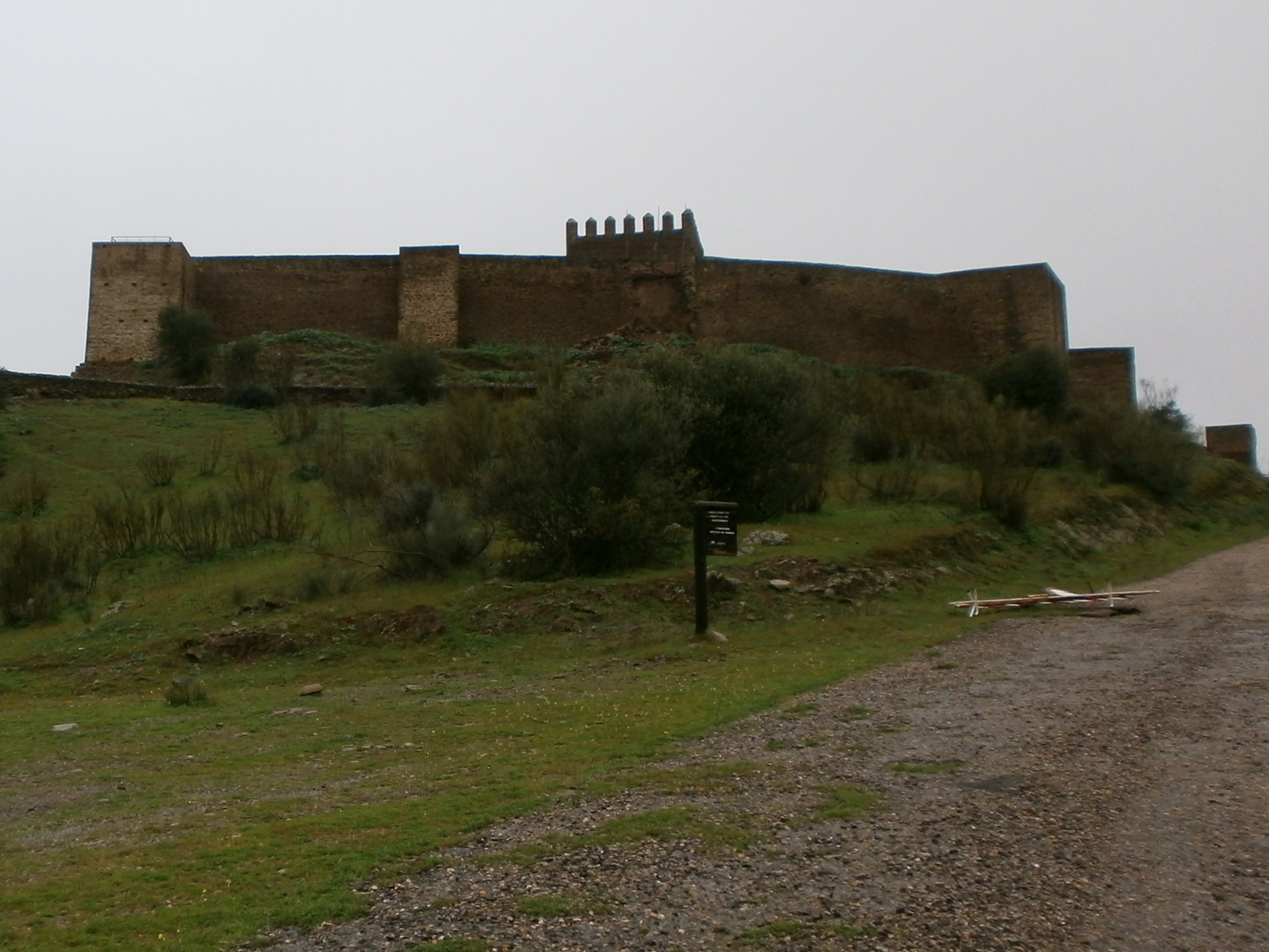
Una perspectiva de los muros intactos del castillo de Nodar

En el siglo XVII, la ciudad fue ocupada por 400 residentes, una Misericordia, un hospital y tres ermitas. Durante las Guerras de Restauración, y las batallas de sucesión, el castillo fue fuertemente dañado por las fuerzas competidoras. Durante este período de inestabilidad, la comandancia de Nodar y Barrancos pasó a la Casa de Cadaval en 1610. En dos casos, en 1644 y 1707, el castillo fue tomado por las tropas españolas. Después de varios años, la iglesia parroquial fue dedicada a Nossa Senhora do Desterro (Nuestra Señora del Exilio) a principios de siglo, por el Prior de Avís. Sin embargo, después de las batallas de la crisis de la Restauración, en 1740, sólo había 200 residentes viviendo en Nodar. En 1769, el prior de la iglesia era Fray Ignácio da Costa Inverno.
Hasta el siglo XVIII, la aldea fue la sede del municipio, pero los años precedentes de luchas y despoblación dieron lugar al traslado de la administración a la vecina ciudad de Barrancos. Un plan para el rediseño de la plaza militar de Nodar, realizado en 1755 por Miguel Luiz Jacob, identificó la ubicación de un reducto en forma de estrella que se proyectaba construir a lo largo del muro de São Gens, a lo largo del sudeste, que nunca se construyó. El plan incluía una cortina y defensas a lo largo del sureste y noreste del circo, y un reducto que protegía una ménsula en el oeste. En la alcazaba había una torre de vigilancia, que servía para almacenar la pólvora, un almacén en el suroeste que fue demolido, y cuarteles en el noroeste que estaban en ruinas. En los años sucesivos (1758 y 1795) aparecieron dibujos de la plaza militar hechos por João António Infante, (academia militar de la Provincia del Alentejo) y Lourenço Homem da Cunha de Eça (respectivamente).
En el siglo XIX, la ciudad fue abandonada por la población.
En 1879, el propietario de la Herdade da Coitadinha, José Bonifácio Garcia Barroso, presentó una solicitud al rey D. Luís para que el Castillo de Nodar (entonces en ruinas) pasara a la dirección del Ministério da Fazenda (Ministerio de Hacienda), como parte del proceso para que se vendiera en subasta pública. En 1893, fue vendido a João Barroso Domingues, propietario de Barrancos, pero más tarde fue revendido a José Augusto Fialho e Castro, agricultor y propietario de la misma ciudad. Luego pasó a su heredera, Maria das Dores Blanco Fialho Garcia.
En 1894, se firmó el Tratado de Contenda.
En 1909, Gustavo de Matos Sequeira se refirió a dos inscripciones ubicadas en la torre del homenaje, una de las cuales estaba almacenada en la Herdade da Coitadinha.
Con el fin de reformular la arquitectura nacionalista, la DGEMN Direcção Geral dos Edifícios e Monumentos Nacionais (Dirección General de Edificios y Monumentos Nacionales) demolió los muros más recientes, consolidó las estructuras más antiguas y reconstruyó los techos abovedados, a la vez que volvió a embaldosar los tejados de la estructura. En 1979, se consolidaron los muros, pero fue necesario seguir trabajando en el verano de 1981, con la recuperación de los muros en ruinas, la restauración de la capilla y la prospección arqueológica de Cláudio Torres en 1981 (el Campo Arqueológico de Métola).
En los años 90, la propietaria era Maria das Dores Blanco Fialho Garcia. Sin embargo, el 25 de junio de 1997, se firmó un contrato de promesa de compra del castillo por José Augusto Fialho en la Câmara Municipal de Barrancos. Se vendió a EDIA da Herdade da Coitadinha. En 2000, el consejo municipal y el Centro de Formação Profissional da Indústria da Construção Civil e Obras Públicas do Sul (Centro de Formación Profesional de la Industria de la Construcción Civil y Obras Públicas del Sur) con el apoyo de la DGMEN, y financiado por el Fundo Social Europeu (Fondo Social Europeo) a través del Programa Leonardo da Vinci, establecieron una escuela de formación dentro del castillo, con equipos de Francia, Italia y España.
Entre 2000 y 2001 se inició la recuperación del Monte da Coitadinha, en el marco de las disposiciones del proyecto Parque da Natureza de Noudar (Parque Natural de Nodar).
Sin embargo, el 20 de agosto de 2012, el castillo fue cerrado temporalmente por el municipio, debido al riesgo de deslizamientos de tierra y caídas de rocas.

## Arquitectura

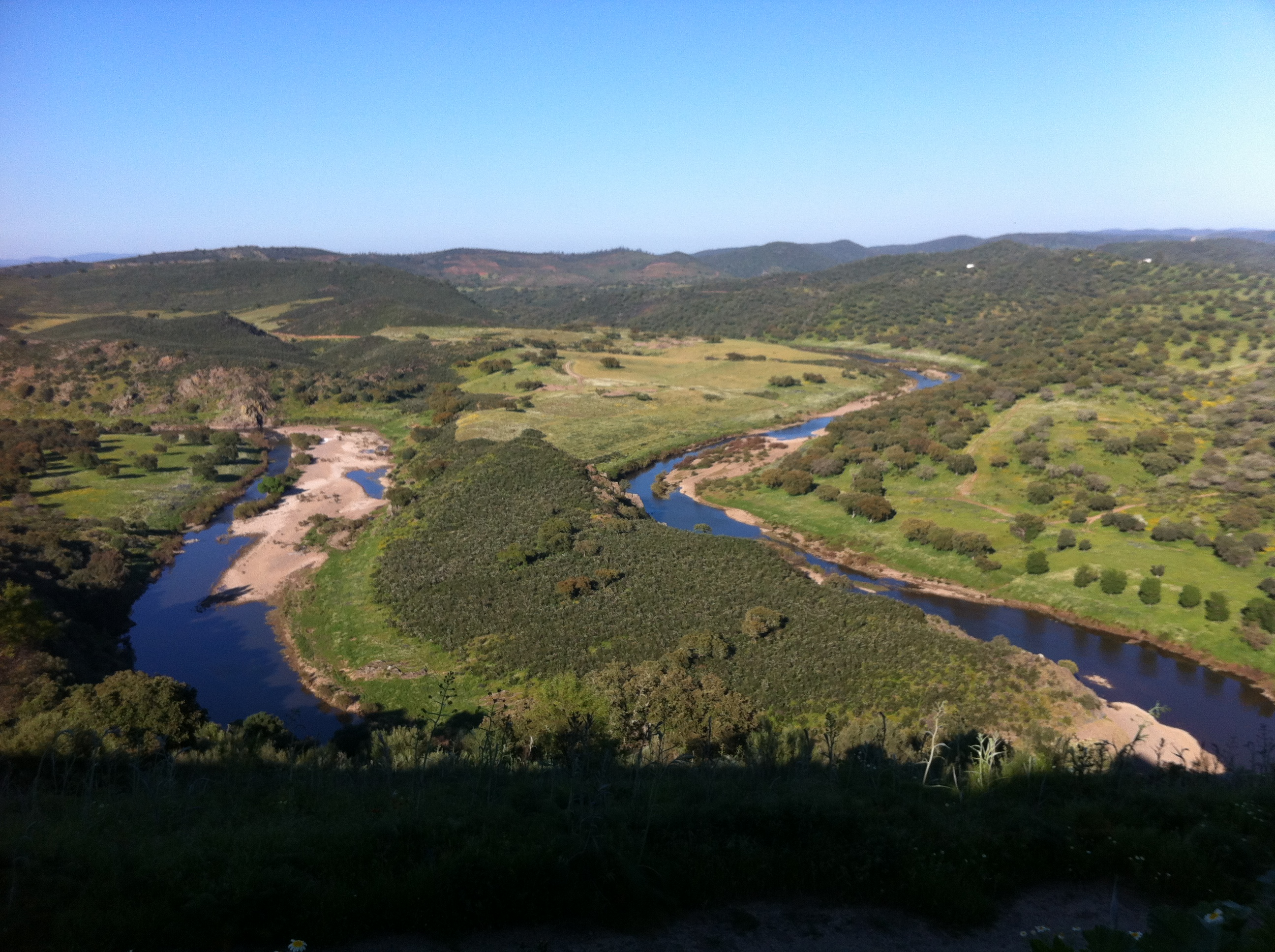
Panorámica de la región de "entre ríos", vista desde la cima del castillo de Nodar

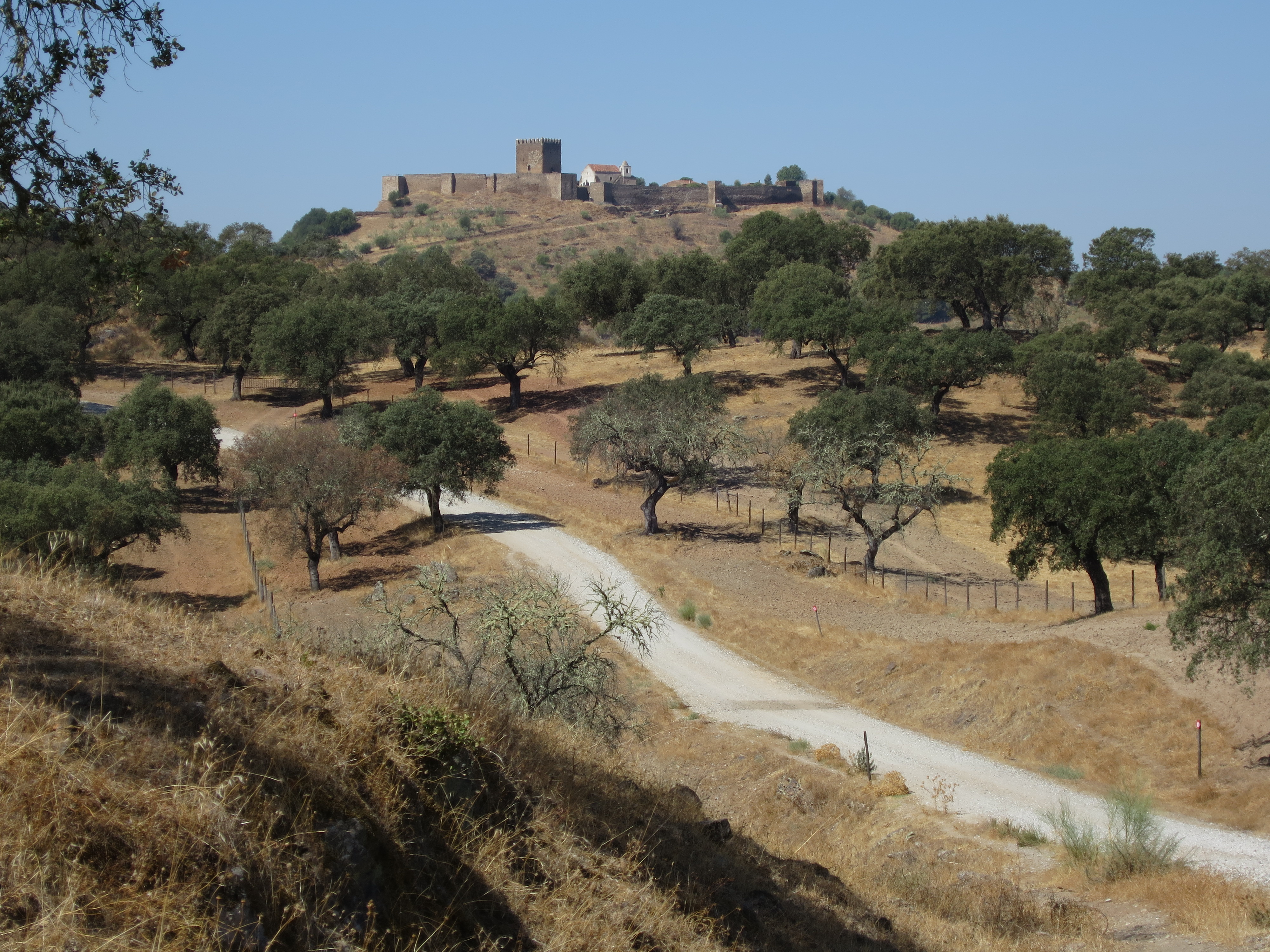
Vista de la plataforma de pizarra y la fortaleza

El castillo está situado en un paisaje rural aislado en el extremo occidental de la Herdade da Coitadinha, implantado sobre una plataforma de esquisto, coronando una cima de 275 metros. La colina se encuentra entre el Río Ardila y la Ribeira da Múrtega, a unos 2 kilómetros de su confluencia, a sólo 0,5 kilómetros. a lo largo de la conexión entre Beja, Moura a Jerez de los Caballeros y la Vía da Prata, una de las carreteras más importantes de la antigüedad occidental. Dentro del circo se encuentra la Iglesia de Nuestra Señora del Destierro y a unos 200 metros del castillo está la Atalaia da Forca.
Al oeste del castillo está dominado por la vegetación ribereña, como las adelfas, mientras que el paisaje a lo largo de la frontera española está despojado de vegetación causada por la introducción de monocultivos. En la Herdade, dominada por el Quercus perenne y los bosques de Quercus rotundifolia y Quercus suber, hay una abundante fauna ribereña y silvestre, con un vasto patrimonio arqueológico y etnográfico, destacando varios dólmenes, asentamientos calcolíticos, molinos de agua y cabañas.
La fortaleza comprende el circo del antiguo pueblo de Nodar, al sureste, y los vestigios de las murallas del sureste y del sur. La planta irregular está orientada longitudinalmente de noroeste a sureste, que integra el castillo trapezoidal en el que se encuentra la torre del homenaje en la muralla del noroeste. Las almenas están rodeadas por el Chemin de ronde y reforzadas por 12 ménsulas rectangulares y cuadradas, y están quebradas por dos puertas: una al este y otra al oeste, protegidas por una pequeña torre rectangular. El muro sudeste del castillo de tiapa reforzado por mampostería de esquisto. La torre del homenaje, de forma rectangular, tiene 17,5 metros de altura y dos puertas, una en la planta baja y otra en el segundo piso del muro noroeste, a las que se accede por una escalera exterior. La cubierta del techo está coronada por merlones piramidales. En el interior de la torre hay un aljibe, además de otros dos en la plaza del castillo, donde hay vestigios visibles de murales en las dependencias que componen la antigua alcazaba.
Se descubrieron dos inscripciones en la torre del homenaje. La primera era una inscripción conmemorativa de la construcción del castillo de Nodar, esculpida en piedra, en escriba gótico, registrada posteriormente por Gustavo de Matos Sequeira:
ERA Mª CCCª XLª VI ANOS PRIMO DIA D' ABRIL DOM LOURENÇO AFONSO MESTRE D'AVIS FUNDOU ESTE CASTELO DE NOUDAR E POBROU(=POVOOU) A VILA PARA DOM DINIS REI DE PORTUGAL NESTE TEMPO
Fue en 1346, el primer día de abril, Dom Lourenço Afonso, Maestro de Avís, fundó este Castillo de Noudar y estableció la ciudad para Dom Denis Rey de Portugal en esta época.
Otra inscripción conmemoraba la obra del castillo durante la comandancia de D. Aires Afonso, inscrita en sillería, que incluía una floreciente cruz de la Orden de Avís acompañada de dos pájaros y dos frutas, una vieira y un antiguo escudo de Portugal, con la epigrafía delimitada arriba y a los lados. La mitad inferior estaba dañada, lo que dificultaba la distinción de la escritura. La base de la epigrafía caliza de 23,5 por 27 centímetros en 65,5 por 28 por 19 centímetros está inscrita en letras góticas:
TETES(?) AIRES AFONSO COMENDADOR MOR D'AVIS GONÇALO VASQUID(?) (...)
Ambas inscripciones originales fueron finalmente transferidas al Museo Municipal de Barrancos.